# Tulipa edulis
Tulipa edulis (Miq.) Baker es una especie de tulipán nativa de Asia, cultivada como ornamental en muchos países del mundo debido a sus atractivas flores.

## Hábitat
Es nativa de China, Corea y Japón, donde crece en lugares húmedos, prados, en las tierras bajas, cerca de los ríos y en laderas boscosas y laderas cerca del nivel del mar hasta los 1700 metros de altura.

## Características
Es comestible y en algunos casos utilizado como medicinas.

## Sinonimi]
- Amana edulis (Miq.) Honda (nombre aceptado)
- Amana graminifolia (Baker) A.D.Hall
- Gagea argyi H.Lév.
- Gagea coreana H.Lév.
- Gagea hypoxioides H.Lév.
- Orithyia edulis Miq.
- Orithyia oxypetala A.Gray
- Ornithogalum edule Siebold
- Tulipa edulis (Miq.) Baker
- Tulipa graminifolia Baker[1]